# Els comanxers
Els comanxers (The comancheros en el seu títol original en anglès) és un western de l'any 1961 dirigit per Michael Curtiz i protagonitzat per John Wayne i Stuart Whitman. Està doblada al català.

## Argument
Any 1843, el rànger Jack Cutter (John Wayne) deté el proscrit Paul Regret (Stuart Whitman). En el trajecte des de Texas a Nova Orleans, s'aturen a un ranxo on els indis comanxes han matat una família. Aprofitant un descuit, Regret fuig. Temps després, mentre segueix el rastre d'un tipus dit Tully Crow (Lee Marvin), qui ven armes als indis, l'insubornable Cutter retroba Regret. Atacats pels indis, el proscrit salva algunes vides i demostra ésser un individu valent. El xèrif segueix volent traslladar-lo a Nova Orleans, però accepta l'ajuda de Regret per a anar a la recerca dels traficants d'armes: els comanxers.

## Context històric i artístic
El prolífic cineasta d'origen hongarès Michael Curtiz realitzaria en un període de 50 anys prop de 170 llargmetratges. Rodaria a Hollywood títols irrebatibles com El capità Blood (1935), Les aventures de Robin Hood (1938), El falcó del mar (1940) o Casablanca (1943). La darrera de les seus pel·lícules (rodada als 74 anys) seria aquest western crepuscular. De temàtica, aroma i esperit clàssic, la pel·lícula aporta algunes novetats estètiques i, seguint les pautes de la novel·la de Paul Wellman, sorprèn pel tractament ideològic d'un guió que presenta uns indis radicalment bel·ligerants i sàdics, uns salvatges capaços de matar amb la major crueltat. Però la pel·lícula no es concentra en els assumptes indis, sinó en la connivència masculina i en l'esquerpa amistat mantinguda entre dos homes blancs, rivals i antagònics, un rànger i un proscrit. Aquesta entrebancada relació canalitza alguns moments d'humor franc i lleuger, molt de l'escola Howard Hawks. Una vegada més, el per cert purament hawksià i entranyable actor protagonista, John Wayne, torna a donar la talla de llegendari home de l'Oest. Gairebé ell sol ja garanteix el carisma i la qualitat del film. En el seu revers apareix el proscrit francès, gentilment caracteritzat per Stuart Whitman, així com Lee Marvin, aquest en el breu, però intens paper de Tully Crow, el líder dels comanxers.
A la pel·lícula li escau molt bé la fotografia de William H. Clothier, que brinda algunes resplendents panoràmiques de les Grans Planes nord-americanes, així com la banda sonora del simfonista Elmer Berstein, que només uns mesos abans havia escrit la memorable partitura d'Els set magnífics (John Sturges, 1960).
Malalt de càncer, Michael Curtiz va haver d'ésser hospitalitzat durant el rodatge i morí poques setmanes després. En la seua absència, la direcció de la pel·lícula va recaure alternativament en el productor George Sherman, en l'actor John Wayne i en el cap de segona unitat, Cliff Lyons.

## Frases cèlebres
| « | (...) Que absurd és el criteri humà, sobretot en les dones! Si t'has decidit a triar, per què no tries aquest paio gros i lleig, en lloc d'aquell cara bonica?... Aquest té personalitat al rostre: aquest nas gros, que algú va aixafar amb un bon cop de puny; aquestes cicatrius al front. Tot indica que temps enrere, aquest paio va intentar imposar la seua voluntat sobre els altres. Aquest home gros i lleig sap prendre les necessàries determinacions, és clar que sí. (Nehemiah Persoff, un dels comanxers, referint-se al rànger gros i lleig que interpreta John Wayne) | » |

## Anacronismes
El comandant Henry esmenta que Ed McBain va romandre 5 anys a la Yuma Territorial Prison (Presó Territorial de Yuma), quan, de fet, el 1843 Arizona encara era part de Mèxic i no hi havia la susdita presó (la Guerra Mexicano-americana, quan els Estats Units van prendre el nord del Mèxic de llavors, no va tindre lloc fins als anys 1846-1848).